# کمبود ید
کمبود ید (انگلیسی: Iodine deficiency) کمبود عنصر کم‌مقدار ید، یک ماده مغذی ضروری ضروری در رژیم غذایی است که ممکن است منجر به مشکلات متابولیکی مانند گواتر، گاهی به عنوان یک گواتر بومی و همچنین سندرم کمبود ید مادرزادی (کرتینیسم) به دلیل کم‌کاری تیروئید مادرزادی، که منجر به تأخیر در رشد و سایر موارد می‌شود. مشکلات سلامتی کمبود ید یک مسئله مهم بهداشت جهانی به ویژه برای زنان بارور و باردار است. همچنین یک علت قابل پیشگیری از کم‌توانی ذهنی است.